# Liste der Nummer-eins-Hits in Irland (1968)
Diese Liste enthält alle Nummer-eins-Hits in Irland im Jahr 1968. Es gab in diesem Jahr 24 Nummer-eins-Singles.
| Singles |
| --- |
| - Pat Lynch – Treat Me Daughter Kindly - 4 Wochen (16. Dezember 1967 – 10. Januar 1968) - The Monkees – Daydream Believer - 2 Wochen (11. Januar – 24. Januar) - Engelbert Humperdinck – Am I That Easy to Forget - 3 Wochen (25. Januar – 16. Februar) - Manfred Mann – Mighty Quinn (Quinn the Eskimo) - 1 Woche (17. Februar – 23. Februar, insgesamt 3 Wochen) - Emmet Spiceland – Mary From Dungloe - 1 Woche (24. Februar – 2. März) - Manfred Mann – Mighty Quinn (Quinn the Eskimo) - 2 Wochen (3. März – 16. März, insgesamt 3 Wochen) - Johnny McEvoy – Nora - 1 Woche (17. März – 23. März) - Dave Dee, Dozy, Beaky, Mick & Tich – The Legend of Xanadu - 1 Woche (24. März – 30. März) - Tom Jones – Delilah - 3 Wochen (31. März – 19. April) - Pat McGeegan – Chance of a Lifetime - 1 Woche (20. April – 26. April) - Cliff Richard – Congratulations - 2 Wochen (27. April – 10. Mai) - Dickie Rock – Simon Says - 1 Woche (11. Mai – 17. Mai) - Emmet Spiceland – A Man Without Love - 2 Wochen (18. Mai – 31. Mai) - Gary Puckett & the Union Gap – Young Girl - 2 Wochen (1. Juni – 14. Juni) - Bobby Goldsboro – Honey - 4 Wochen (15. Juni – 12. Juli) - Don Partridge – Blue Eyes - 3 Wochen (13. Juli – 2. August) - Des O’Connor – I Pretend - 2 Wochen (3. August – 16. August) - Tom Jones – Help Yourself - 3 Wochen (17. August – 6. September) - Brendan O’Brien / Dixies – Little Arrows - 1 Woche (7. September – 13. September) - The Beatles – Hey Jude - 1 Woche (14. September – 20. September, insgesamt 3 Wochen) - Bee Gees – I've Gotta Get a Message to You - 1 Woche (21. September – 27. September) - The Beatles – Hey Jude - 2 Wochen (28. September – 11. Oktober, insgesamt 3 Wochen) - Mary Hopkin – Those Were the Days - 4 Wochen (12. Oktober – 8. November) - The Tremeloes – My Little Lady - 2 Wochen (9. November – 22. November) - Hugo Montenegro & Orchestra – The Good, the Bad and the Ugly - 4 Wochen (23. November – 20. Dezember) - The Scaffold – Lily the Pink - 3 Wochen (21. Dezember 1968 – 10. Januar 1969) |

Siehe auch: Nummer-eins-Hits 1968 in  Australien, Belgien, Deutschland, Finnland, Frankreich, Italien, Japan, Neuseeland, den Niederlanden, Norwegen, Österreich, der Schweiz, Spanien, den Vereinigten Staaten und im Vereinigten Königreich.